# Mirrors for Psychic Warfare
Mirrors for Psychic Warfare war eine von 2015 bis 2022 aktive Post-Industrial-Band.

## Geschichte
Mirrors for Psychic Warfare entstand 2015 als Nebenprojekt zu Corrections House. Sanford Parker und Scott Kelly, die in Corrections House mit Mike IX und Bruce Lamont gemeinsam arbeiteten, veröffentlichten als Duo eine Single und zwei Studioalben. Die Single The Oracles Hex erschien 2015 als erste Veröffentlichung des Musikprojektes über My Proud Mountain. Beide Alben erschienen über Neurot Recordings. Das Debüt spielten die Musiker im Jahr 2015 getrennt voneinander ein, Kelly im Actual 13 Studio in Oregon und Parkers in den von ihm geführten Hypercube Studios in Chicago. Parker mischte und masterte das Album, das am 22. April 2016 erschien. Das Duo bestritt nachkommend einige Konzerte und Festivalauftritte, so unter anderem im April 2016 zur Eröffnung des so genannten Afterburner-Tages des Roadburn Festival. Die Aufnahmebedingungen des am 28. September 2018 veröffentlichten zweiten Albums I See What I Became sind nicht publik. Am 28. August 2022 beendete Kelly seine Musikkarriere aufgrund einer psychischen Erkrankung, unter der seine Frau und Kinder emotional, finanziell, verbal und physisch zu leiden hatten.

## Stil
Die Musik von Mirrors For Psychic Warfare adaptiert und variiert den populären Death-Industrial-Stil des Labels Cold Meat Industry, fügt dem jedoch die Eigenheiten der beiden beteiligten Musiker zu. Der Post-Industrial mit mechanischer Perkussion, Noise-Ausbrüchen und dröhnenden Effekten schaffen einen atmosphärischen Rahmen der Kellys Gitarre und freudlosen Gesang einen atmosphärischen Rahmen gibt. Das Ergebnis erweise sich als hypnotische, meditative „und ‚kunstvolle‘ Musik“. In Relation zu Corrections House arbeite das Duo mit „reduzierteren Mitteln“. Anstelle des „brutalem Doom-Industrial-Metal“ variiere das Duo „postindustrielle Dark-Ambient-Drones.“ Das Debüt erging sich in „formatsprengenden Longtracks“ in einer „Meditation über das Böse“. Mit I See What I Became wurden die Stücke kürzer. Die acht „streng voneinander abgezirkelte[n] Szenen, jede basierend auf einem Sample-Konstrukt,“ werden darüber mehr mit Rhythmusorientierten Interpreten wie „Front 242, frühen Nine Inch Nails und Godflesh“ in Verbindung gebracht. Indes erinnere die „spirituelle, sakrale Ästhetik“ des Debüt mitunter an Haiku Funeral. Für beide Veröffentlichungen werden derweil atmosphärische Parallelen zu Godflesh und Neurosis hervorgehoben.

„Nicht nur die gesamte Atmosphäre des Albums, auch die Vocal- und Gitarrenarbeit (letztere in dieser verzerrten Klangwolke nicht immer eindeutig als solche erkennbar) erinnern mehr als nur gelegentlich an die beiden genannten musikalischen Institutionen. Allerdings kommt Kellys Riffing hier etwas doomiger, noisiger daher und driftet manchmal sogar in beinahe dronige Gefilde ab. Der Gesang geht dabei in eine eher ruhige, erzählende und monotonere Richtung – durchaus vergleichbar mit der einen oder anderen Neurosis-Strophe, aber ohne wütende Ausbrüche à la Godflesh.“

## Diskografie
- 2015: The Oracles Hex (Single, My Proud Mountain)
- 2016: Mirrors for Psychic Warfare (Album, Neurot Recordings)
- 2018: I See What I Became (Album, Neurot Recordings)